# Ochelarii (povestire)
„Ochelarii” (în engleză The Spectacles) este o povestire comică a scriitorului american Edgar Allan Poe, publicată pentru prima dată în numărul din 27 martie 1844 al ziarului Philadelphia Dollar Newspaper.

## Rezumat

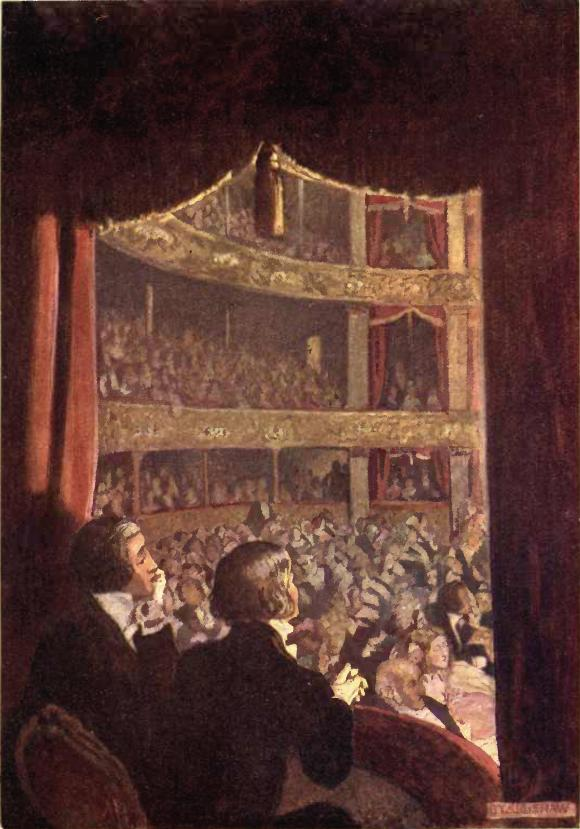
Ilustrație a lui Byam Shaw pentru o ediție londoneză din 1909

Naratorul, tânărul Napoleon Bonaparte în vârstă de 22 de ani, își schimbă numele de familie din cel de „Froissart” în cel de „Simpson” ca o condiție legală pentru a intra în posesia unei moșteniri mari de la un verișor îndepărtat, Adolphus Simpson. Într-o noapte, el merge cu un prieten la operă și vede în public o femeie frumoasă de care se îndrăgostește pe loc. Naratorul descrie frumusețea ei pe larg, deși nu putea să o vadă bine; el are nevoie de ochelari, dar, în vanitatea sa, a „refuzat cu hotărâre” să se folosească de ei. Însoțitorul său Talbot o identifică pe femeie ca Madame Lalande, o văduvă bogată, și promite să-l prezinte ei. Naratorul o curtează cu asiduitate și o cere în căsătorie; ea îl face să promită că, începând din noaptea nunții, el va purta ochelari.
Când își pune ochelarii, el își dă seama că femeia iubită era o bătrână zbârcită și puternic fardată. Își exprimă oroarea cu privire la aspectul ei și află că ea are vârsta de 82 de ani. Femeia începe să vorbească despre un descendent foarte prost al ei pe nume Napoleon Bonaparte Froissart. Naratorul își dă seama că „soția sa” este, de fapt, stră-străbunica sa. Doamna Lalande, care este și doamna Simpson, venise în America pentru a-l cunoaște pe moștenitorul soțului ei. Ea era însoțită de o rudă mult mai tânără, doamna Stephanie Lalande. Ori de câte ori naratorul a vorbit despre „doamna Lalande”, toată lumea s-a gândit că el se referea la femeia mai tânără. Atunci când bătrâna doamnă Lalande și-a dat seama că el a confundat-o cu o femeia mai tânără, din cauza vederii sale proaste, și că și-a curtat public o rudă, ea a decis să-i facă o farsă cu ajutorul lui Talbot și a unui alt complice. Nunta lor nu a fost una reală, ci un fals bine ticluit. Naratorul se căsătorește în cele din urmă cu doamna Stephanie și promite să poarte permanent ochelari de acum înainte.

## Istoricul publicării și răspuns critic
„Ochelarii” a fost publicată pentru prima dată în ediția din 27 martie 1844 a ziarului Philadelphia Dollar Newspaper. Criticii au sugerat că povestirea a fost plătită după numărul de cuvinte, așa explicându-se, prin urmare, lungimea sa relativ mare, mai ales pentru o scriere umoristică. La retipărirea ei în ediția din martie 1845 a revistei Broadway Journal, Poe însuși a recunoscut că nu a „fost conștient de lungimea mare a povestirii „Ochelarii” până ce a devenit prea târziu ca răul să mai poată fi remediat”.
Editorul ziarului Dollar Newspaper a tipărit „Ochelarii” cu comentariul că „este una dintre cele mai bune dintre scrierile pure și abile [ale lui Poe] și a doua doar după producția premiată de public, «Cărăbușul de aur»”. Editorul John Stephenson Du Solle a retipărit povestirea în ziarul The Spirit of the Times din Philadelphia, afirmând: „Povestirea «Ochelarii» a lui Poe valorează singură dublul prețului hârtiei”. Ea a fost publicată pentru prima dată în străinătate în numărul din 3 mai 1845 al revistei londoneze Lloyd's Entertaining Journal.
Prima traducere în limba română a fost publicată anonim sub formă de foileton în ziarul Gazeta de Iassi, anul I, 1867, în nr. 28, 29, 31, 32, 33, 35 și 36, aceasta fiind probabil a doua traducere în limba română a unei scrieri a lui Poe (prima a fost traducerea povestirii „Hruba și pendulul”, publicată anonim în 1861). Povestirea a fost tradusă apoi de Ion Vinea și publicată în vol. Scrieri alese (vol. II), editat în 1963 de Editura pentru Literatură Universală din București, reeditată în 1965 în volumul Aventurile lui Gordon Pym de Editura pentru Literatură din București, Colecția BPT, iar apoi de mai multe ori. O altă traducere a fost realizată de Liviu Cotrău și publicată în volumul Misterul lui Marie Rogêt și alte povestiri, editat în 2005 de Editura Polirom din Iași și reeditat de mai multe ori.

## Teme principale
În afară de avertizarea cititorilor pentru a-și asculta medicii oftalmologi, Poe pare să abordeze conceptul de „dragoste la prima vedere” - de fapt, primul paragraf al povestirii subliniază că „era pe vremuri un fel de obicei să-ți bați joc de așa-numitele «iubiri fulgerătoare»”. Cu toate acestea, povestirea este prezentată pentru a „aduce o dovadă mai mult pe lângă nenumăratele pe care le mai avem asupra adevărului celor ce susținem” că există dragoste la prima vedere. Ironia este că naratorul nu are o „primă vedere” a femeii de care se îndrăgostește din cauza faptului că nu poartă ochelari.
În plus, povestirea se referă și la vanitate. Naratorul își schimbă numele, „cam în silă”, din Froissart în Simpson, „un nume foarte obișnuit și mai degrabă plebeu” pentru a intra în posesia unei moșteniri. Numele său original, spune el, îi inspira „o mândrie ce mi se putea ușor ierta”. Aceeași mândrie îl împiedică să poarte ochelari. Doamna Lalande recunoaște ca ea i-a dat astfel o lecție.
Numele de „Napoleon Bonaparte” face referire evidentă la generalul corsican Napoleon. Povestirea conține, de asemenea, foarte puternice tonuri oedipiene.
Publicista Carmen Trammell Skaggs a afirmat că povestirea, deși este intenționată a fi umoristică, a arătat totuși cunoașterea operei de către Poe. El face o referire la soprana Maria Malibran și la Teatrul San Carlo și descrie, de asemenea, tehnica vocală într-un mod care implică o cunoaștere atentă a subiectului. Skaggs subliniază, de asemenea, rolul de critic muzical al lui Poe pentru New York Evening Mirror și, mai târziu, pentru Broadway Journal.